# 维也纳新城体育俱乐部
馬納維也納新城體育會（SC Magna Wiener Neustadt），簡稱維也納新城，是位於奧地利維也納新城的足球會，成立於2008年，現時在奧地利足球甲級聯賽參賽。

## 歷史
由於舒华尼史达（SC Schwanenstadt）因財政困難而倒閉，FC馬納（FC Magna）因而取得其在奧地利足球甲級聯賽參賽席位。2008年5月19日正式成立，奧地利-加拿大商人兼馬納國際（Magna International）創辦人法兰·施卓纳（Frank Stronach）獲選為球會會長。
2008年7月12日首次在聯賽亮相，出戰降班馬華卡迪路，以0-3落敗。但往後成績上揚，最終贏得奧甲冠軍及獲得升班奧超資格。2008年末，SC第一维也纳新城（1. Wiener Neustädter SC）決定併入FC馬納，於2009年7月1日正式更名「馬納維也納新城體育會」（SC Magna Wiener Neustadt）。

## 主場
維也納新城球場（德語：Stadion Wiener Neustadt）亦稱「馬納運動場」（Magna Arena），位於奧地利維也納新城。在經歷3年建築期後於1955年5月19日正式揭幕，最初由SC第一维也纳新城用作主場。1980年代球場進行大型改善工程，在主看台加裝頂蓋及設置汎光燈。隨著SC第一维也纳新城在1995年降級後，球場一直沒有舉行職業足球賽事，在鄰近的奥博瓦特尔多夫（Oberwaltersdorf）的FC馬納於2008年決定採用維也納新城球場作為主場球場，並花費120萬歐元更新設備。
球場除用作足球競賽外，亦有舉辦沙地摩托车競賽。

## 榮譽

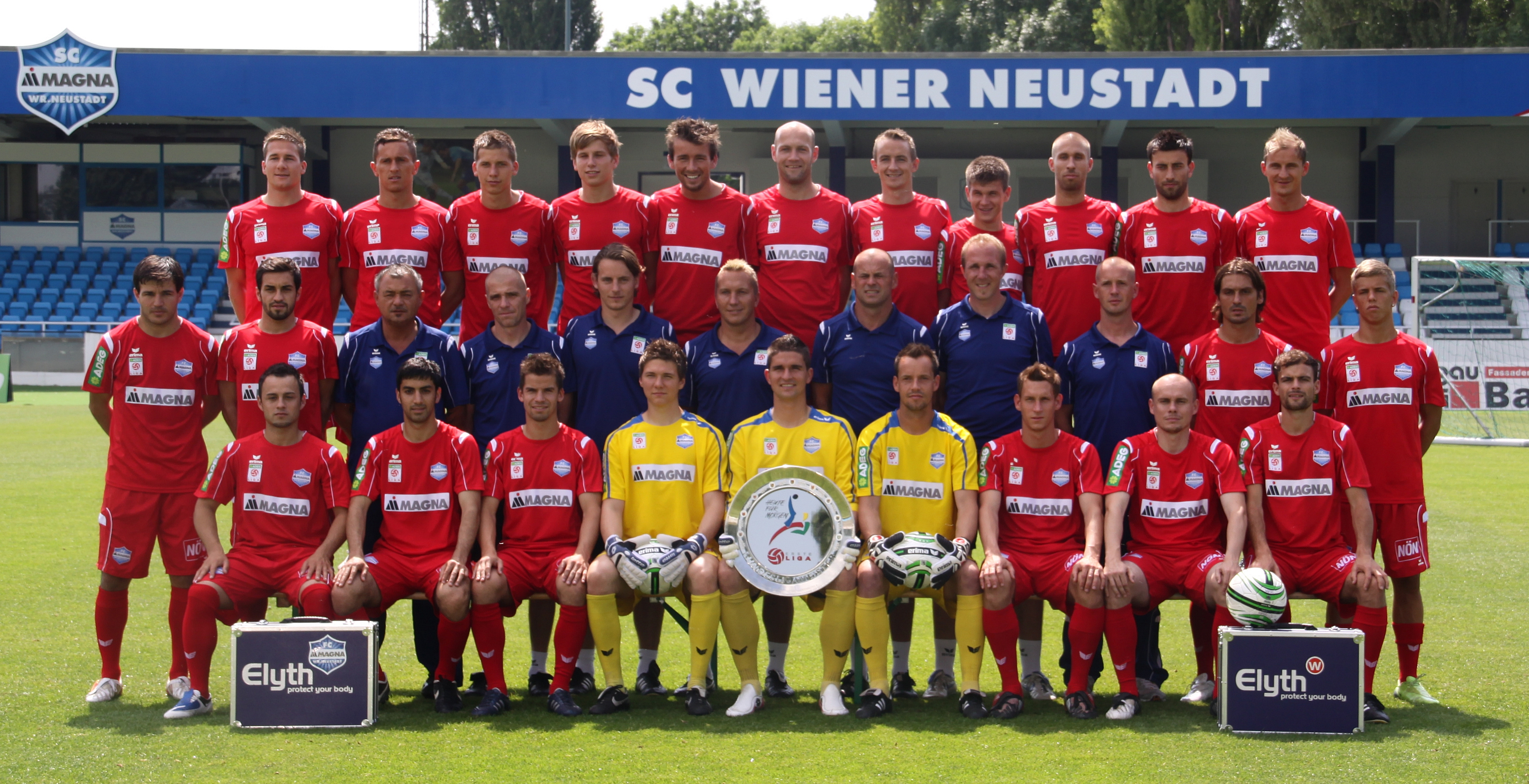
2008/09年奧甲冠軍全家福

- 奧地利足球甲級聯賽
  - 冠軍：2008/09年；

## 外部連結
- 官方網站 （德文）